# Jean-Baptiste Delécluse
Jean-Baptiste, chevalier Delécluse et de l'Empire (aliàs Delécluze ou de Lécluse) est un homme politique français né le 29 mars 1751 à Audierne (Finistère) et mort le 9 février 1837 à Quimper ,

## Carrière Politique
Fils de François-Léon de Lécluse, sieur de Trévoëdal et de Marie-Rose Le Gall, Jean-Baptiste Delécluse est issu d'une ancienne famille de la bourgeoisie audiernaise,. Devenu avocat, il est président du tribunal de district puis juge de paix. Il est nommé président du tribunal civil de Quimper en 1800, puis député du Finistère de 1805 à 1810. Il devient ensuite substitut du procureur général à Rennes en 1811, puis président de la cour prévôtale du Finistère en 1816-1818.

## Titre et armoiries
| Figure | Blasonnement |
|        | Chevalier Delécluse et de l'Empire par lettres patentes du 24 février 1809. Chevalier de la Légion d’honneur Règlement d'armoiries: D'or, au chevron brisé de sable accompagné en chef de deux molettes d'éperon et en pointe d'une pomme de pin, le tout de sable ; à la champagne de gueules au signe des chevaliers. Livrées : les couleurs de l'écu. |

## Sources
- « Jean-Baptiste Delécluse », dans Adolphe Robert et Gaston Cougny, Dictionnaire des parlementaires français, Edgar Bourloton, 1889-1891 [détail de l’édition]